# 阿尔山路站
阿尔山路站（蒙古语：ᠷᠠᠰᠢᠶᠠᠨ ᠵᠠᠮ）是呼和浩特地铁2号线的地铁车站，位于中华人民共和国内蒙古自治区呼和浩特市赛罕区昭乌达路街道规划金桥南路与规划阿尔山路交叉口地下，为2号线南端终点站，于2020年10月1日開通运营。

## 车站结构
阿尔山路站位于规划金桥南路与规划阿尔山路交叉口，长379.9米，为地下两层岛式车站，车站东侧设有折返线。
| 地面              | 出入口 | A-D出入口                                                                                     |
| 地下一层          | 站厅   | 客服中心、自动售票机、验票机                                                                  |
| 地下二层          | 站台层 | \| \| \| █ 2号线往塔利东路（喇嘛营） \| \| 島式 · 開左邊车门 \| \| \| \| \| \| █ 2号线落客 \| |
|                   |        | █ 2号线往塔利东路（喇嘛营）                                                                   |
| 島式 · 開左邊车门 |        |                                                                                               |
|                   |        | █ 2号线落客                                                                                   |

## 车站出口
阿尔山路站共设4个出口，各出口及周围设施如下所示：
| 出口编号            | 照片 | 地点     | 可到达目的地                           |
| ------------------- | ---- | -------- | -------------------------------------- |
| A · 出口            |      | 车站东北 | 西喇嘛营村 正喇嘛营村 侯振华锦鲤养殖场 |
| B · 出口            |      | 车站东南 | 喇嘛营车辆段                           |
| C · 出口 · （设有） |      | 车站西南 | 金桥景观花园                           |
| D · 出口            |      | 车站西北 | 中油呼炼小区                           |
| 图例： 设有         |      |          |                                        |

## 历史
- 2018年10月31日，车站主体结构封顶[2]。
- 2020年10月1日，本站随2号线通车一同开通[1]。